# Quadratí

Amb la c hi ha indicada quina seria la mida d'un quadratí en una tipografia qualsevol)

 Un quadratí o una garrofa Tipus tipogràfic utilitzat en tipografia que té el cos de la lletra i l'amplada igual que el cos, emprada per a separar dues paraules o bé per a formar un espai en blanc.
Dit també de la unitat de mesura que serveix per a mesurar els espai en blanc i els quadrats tipogràfics. Com que té proporcions quadrades, un quadratí de cos vuit té una amplada de vuit punts.
Els espais de cada cos es basen en el quadratí: un espai mitjà és la quarta part del quadratí i un espai gruixut és la tercera part del quadratí (els espais fins sempre mesuren un punt).